# Mulasarvastivada

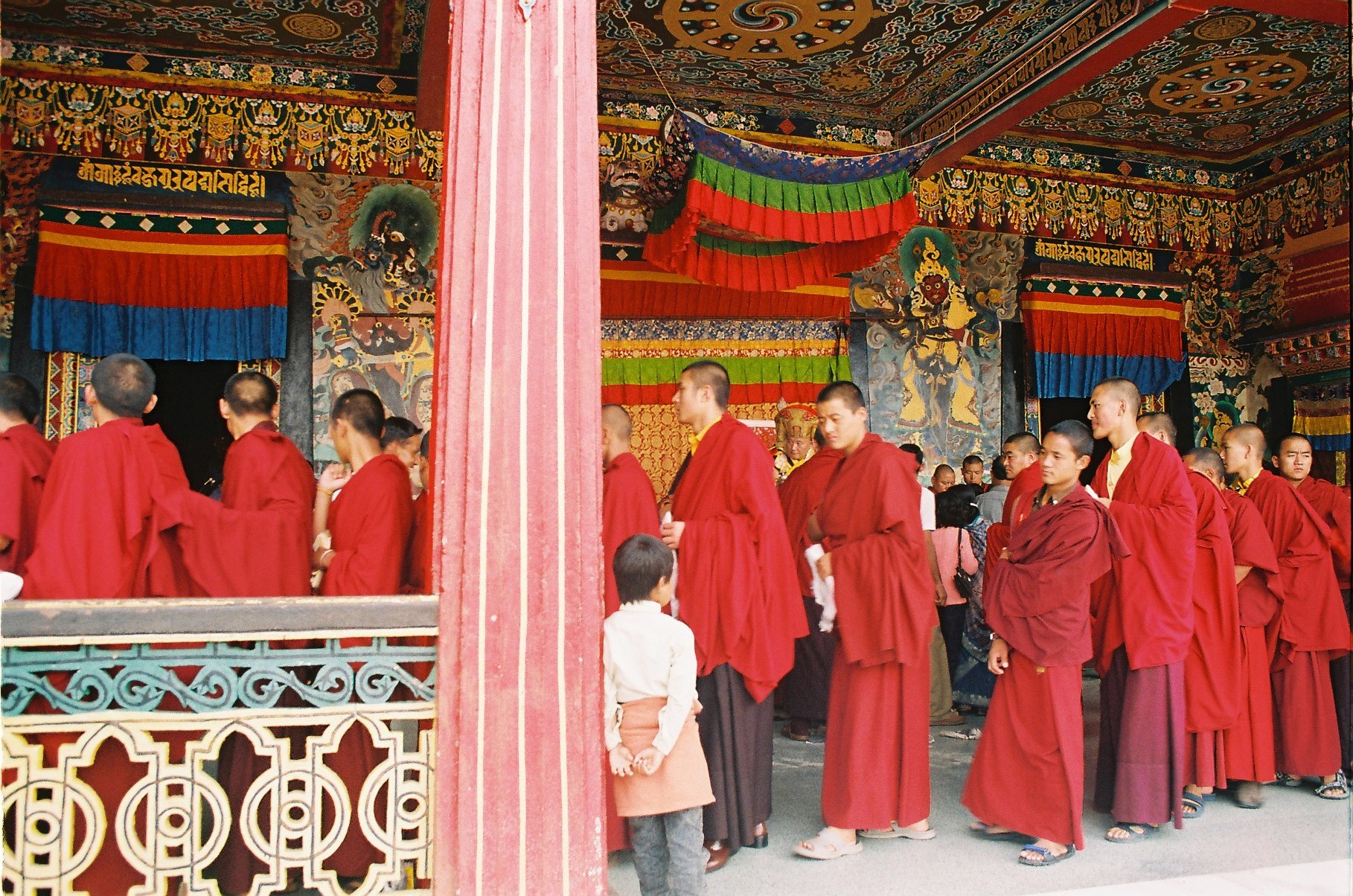
.....

Mulasarvastivada (IAST: Mūlasarvāstivāda, littéralement « racine (mulā) du sarvastivada », autrement dit « sarvastivada originel », est un terme qui désigne une sous-secte bouddhique de la secte sarvastivada. Toutes deux relèvent du bouddhisme hīnayāna, en Inde. La différence entre les deux courants n'est pas très claire, et semble tenir moins à un désaccord doctrinal qu'à des divergences de vue sur la discipline, le vinaya.

## Origine
Il y a un large consensus académique autour du fait que l'école sarvastivada de Mathura se serait nommée « sarvastivada originel » pour affirmer sa prééminence sur l'école de la région du Cachemire et du Gandhara. Cette dénomination daterait du viie siècle. Damien Keown relève toutefois que selon d'autres chercheurs, il pourrait aussi s'agir simplement d'une autre dénomination du courant sarvastivada, bien que leur canon respectif ait été différent. D'ailleurs, chez les pèlerins chinois en Inde, on ne trouve que la mention du terme « sarvastivada ».
Selon le pèlerin et traducteur Yi-jing, l'école était bien présente dans le bassin du Gange, au Penjab et au Cachemire, mais aussi dans les îles de la Sonde, au Champa (centre du Vietnam).

## Philosophie
Il semble que les Mūlasarvāstivādin (les adhérents à ce courant) n'aient pas été d'accord avec l'importance que les Sarvāstivādin accordaient à l'Abhidharma, l'ensemble des traités philosophiques développés à partir des enseignements du Bouddha. Pour Emmanuel Guillon, par contre, les deux écoles étaient proches par leurs conceptions, mais elles divergeaient fortement par leur livre de discipline (vinaya).
Le Mūlasarvāstivāda est d'ailleurs connu pour son code vinaya très volumineux qui a subsisté en sanskrit, et dont on possède une traduction en chinois datant de la première décennie du viiie siècle due à un comité de moines et de fonctionnaires dirigé par Yi-jing. Plus tard, au ixe siècle, il a été traduit en tibétain par un pandit indien du nom de Jinamitra. Il est ainsi devenu la base du code monastique du bouddhisme du Tibet,, en particulier des lignées fondées par Shantarakshita.